# Младен Матович
Мла́ден Ма́тович (серб. Младен Матовић; нар. 1980, Соціалістичній Федеративній Республіці Югославія) — сербський композитор, диригент, музичний педагог і музичний публіцист. Автор музики і тексту Гімну Республіки Сербської «Моја Република» (2008).

## Біографія
Випускник Академії мистецтв університету Баня-Лука, потім — навчався в аспірантурі. В даний час викладач, доцент на кафедрі англійської філології та музичної педагогіки Університету Баня-Луки.
Автор понад 300 творів класичної, популярної музики і музики для дітей, великої кількості оригінальних хорових композицій для змішаних, жіночих і дитячих хорів.
Автор музики і тексту Гімну Республіки Сербської «Моја Републіка», першого мюзиклу для дітей в Сербії «Пітер Пен» і офіційних пісень ЮНІСЕФ «Дайте нам мир».
З кінця 2004 року — керівник жіночого камерного хору «Banjalučanke», з яким був удостоєний великої кількості національних і міжнародних нагород. Член і представник Республіки Сербської і Боснії і Герцеговини у всесвітній Раді хорів — найбільш представницької професійної організації Всесвітньої хорової асоціації INTERKULTUR.
Один з ініціаторів і засновників Асоціації художників «Арт Плюс», один з найактивніших членів товариств у галузі музичного мистецтва в Республіці Сербській і Боснії і Герцеговині, один з ініціаторів фестивалю дитячої музичної творчості «Малий композитор».
Як композитор і диригент взяв участь в більш ніж п'ятдесяти музичних фестивалях і конкурсах в країні і за кордоном (Австрія, Угорщина, Нідерланди, США, Польща, Італія, Китай, Румунія, Греція, Німеччина, Болгарія, Мальта, Чорногорія, Білорусь) і виграв 42 нагороди.